# Převodní srdeční systém

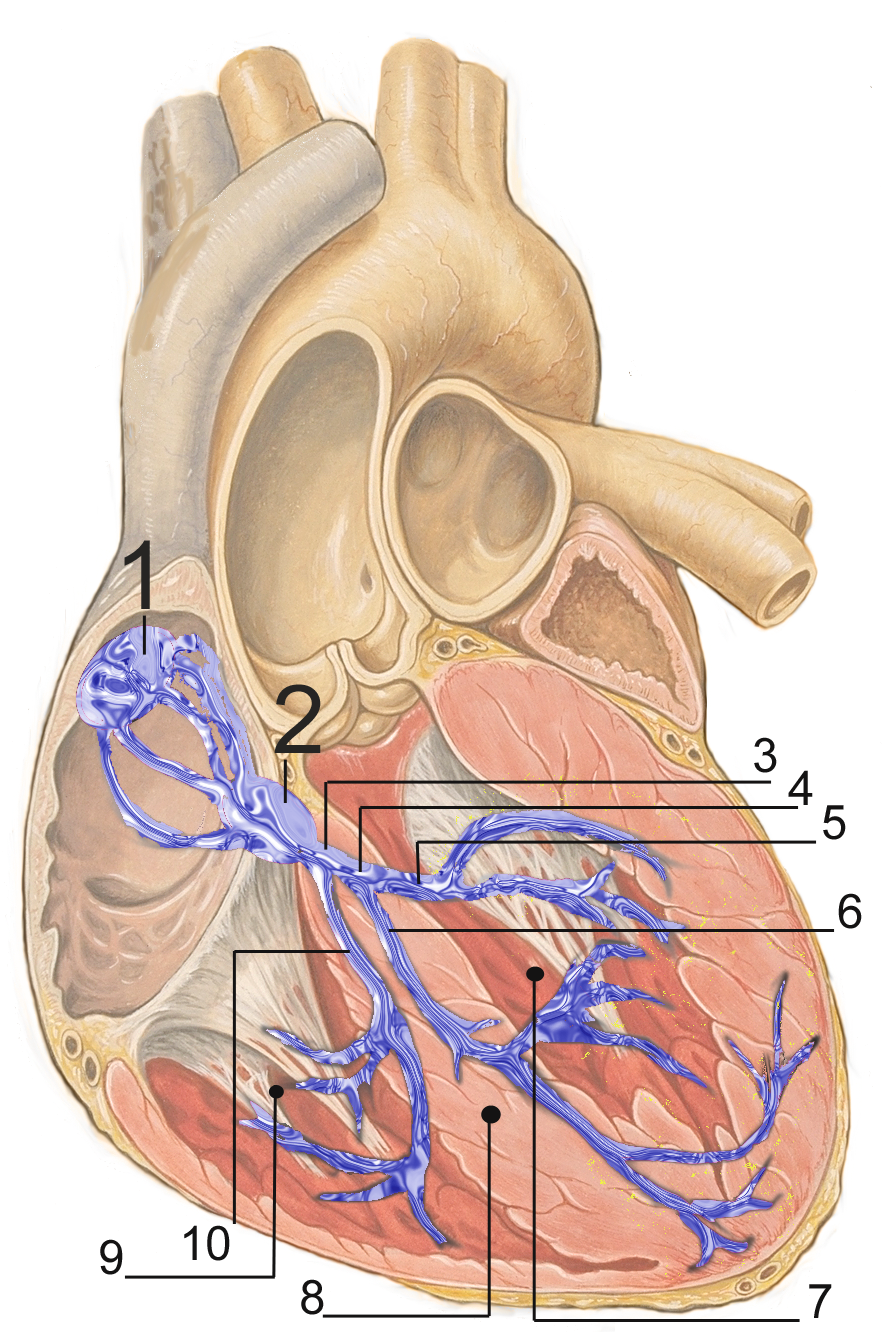
1 – SA uzel
2 – AV uzel
3 – Hisův svazek
4 – levé Tawarovo raménko
5 – levý přední svazek
6 – levý zadní svazek
7 – levá komora srdeční
8 – mezikomorová přepážka
9 – pravá komora srdeční
10 – pravé Tawarovo raménko

Převodní srdeční systém je soustava specializovaných svalových buněk v srdci, která je uzpůsobená k tvorbě srdečních vzruchů a jejich vedení po srdečních oddílech. Má tak důležité postavení v řízení srdeční činnosti.

## Funkce převodního systému

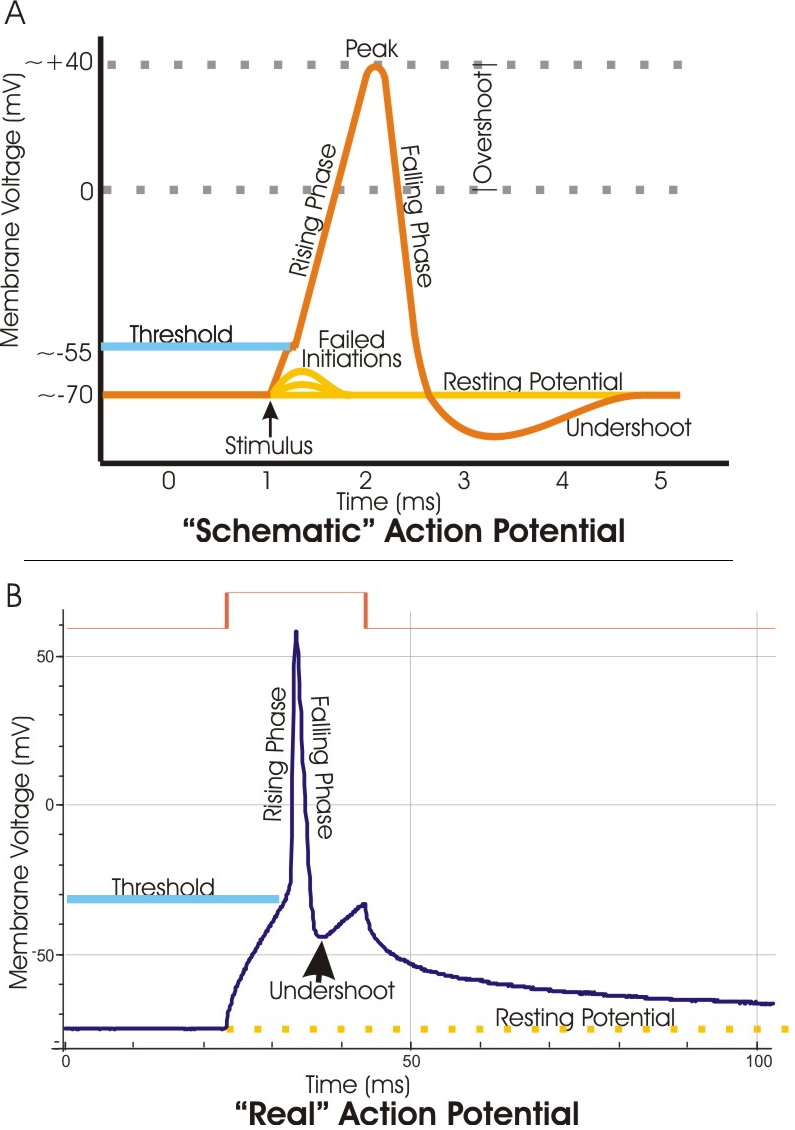
průběh akčního potenciálu

Buňky převodního systému, podobně jako naprostá většina ostatních živých buněk, nesou na své plazmatické membráně elektrický náboj (potenciál). Ten je dán rozdílem v koncentraci malých iontů uvnitř a vně buňky. Vnitřek buňky je nabitý záporně (hodnota se pohybuje kolem -70 mV). Za různých fyziologických stavů dochází vlivem řízeného toku iontů přes membránu ke změnám elektrického potenciálu, což dále ovlivňuje řadu funkcí v buňce.
Buňky převodního systému mají schopnost spontánní depolarizace, tedy v důsledku pomalého toku sodíkových iontů přes plazmatickou membránu měnit pozvolna samovolně napětí na této membráně a po dosažení určitého prahového napětí se rozbíhá série rychlých dějů, jejímž základem je otevření membránových kanálů pro sodík. Dochází tím k rychlému proudění sodíkových iontů po svém koncentračním gradientu (koncentrace sodíku vně buňky je mnohem vyšší než uvnitř) a následně ke změně membránového napětí v buňce do pozitivních hodnot. Dochází k depolarizaci, ke vzniku akčního potenciálu. Jednotlivé buňky srdečního svalu jsou propojeny vodivými spoji (označovanými jako gap junctions), kterými se tato změna membránového napětí rychle lavinovitě šíří z buňky na buňku a je podstatou šíření srdečního vzruchu. Otevření sodíkových kanálů je následováno otevřením kanálů pro draslík, který proudí po svém koncentračním gradientu z buňky ven (jeho koncentrace v buňce je mnohem vyšší než v mezibuněčném prostoru). Tím dochází k návratu membránového potenciálu do původních negativních hodnot (repolarizaci). Přechodně dochází dokonce k zvýraznění negativity potenciálu (hyperpolarizaci). V této fázi buňka není ihned schopna vzniku dalšího akčního potenciálu, mluví se o takzvané refrakterní fázi. Stabilní koncentraci sodíkových a draslíkových iontů mezitím udržuje sodno-draselná pumpa, která čerpá sodné ionty z buňky a draselné dovnitř, přičemž na tento děj proti koncentračnímu gradientu spotřebovává energii ve formě ATP.
Buňky převodního systému jsou tak specializované pro tvorbu vzruchu a jeho následnou distribuci ve formě rychle se šířícího akčního potenciálu po celém srdci. V buňkách pracovního myokardu, tedy svalovině specializované k vlastnímu stahu vede akční potenciál k dějům, které vyústí v kontrakci – svalový stah. Převodní systém pracuje do jisté míry autonomně, ovšem pod vlivem vyšších center, který se uskutečňuje prostřednictvím autonomních nervových vláken a některých hormonálních působků z krevního oběhu. Centrum řízení srdeční činnosti je umístěno v prodloužené míše. Parasympatický nervový systém spontánní depolarizaci a rychlost vedení v AV uzlu zpomaluje a vede tak ke snížení tepové frekvence, sympatický nervový systém naopak ovlivněním SA uzlu a AV uzlu zrychluje. V řadě fyziologických i chorobných stavů tak dochází ke zvýšení tepové frekvence (při svalové námaze, stresu, horečce, velkých ztrátách tekutin a mnoha dalších), naopak v době převahy parasympatiku se srdeční frekvence zpomaluje (ve spánku, v klidu, po jídle).

## Součásti převodního systému

šíření vzruchu na srdci a vznik EKG křivky

- sinoatriální uzel (SA uzel) – je v srdci savců hlavním zdrojem vzruchů (pacemakerem), v SA uzlu je spontánní depolarizace z celého srdce nejrychlejší a proto vzruchy odtud vysílané vnutí svou frekvenci ostatním částem převodního systému
- preferenční síňové trakty – po síních se vzruch z SA uzlu rozbíhá různými směry, ale nejrychleji se k AV uzlu šíří tzv. preferenčními drahami (Thorelův, Wenckebachův, Jamesův a Bachmanův svazek)
- atrioventrikulární uzel (AV uzel) – zajišťuje převod srdečního vzruchu ze srdečních předsíní dále na komory. Tento převod se uskutečňuje s jistým zpožděním, což zajišťuje, že se srdeční síně a komory stahují koordinovaně – za normálních okolností každý stah předsíní je s jistým zpožděním následován stahem komor. Působí také jako filtr, který nedovolí propustit na komory vzruchy, které přichází předčasně (resp. s příliš rychlou frekvencí) a má také „ochranný“ význam
- Hisův svazek – navazuje na AV uzel a je jedinou vodivou spojnicí mezi jinak elektricky izolovanou svalovinou předsíní a komor
- Tawarova raménka – pravé a levé Tawarovo raménko vznikají dělením Hisova svazku (levé se ještě dělí na přední a zadní svazek) a slouží k rozvodu vzruchu dále na svalovinu srdečních komor
- Purkyňova vlákna – navazují na Tawarova raménka a slouží k vlastnímu převodu vzruchu k buňkám pracovního myokardu

## Vyšetření převodního systému
Základem vyšetření je elektrokardiogram (EKG) snímaný z povrchu těla. Ve vybraných případech je možno k záznamu také použít intrakardiální svod, který se zavádí do srdce obvykle katetrizačně cestou některé z velkých žil. Podrobnější vyšetření umožňuje elektrofyziologické vyšetření srdce, kdy potenciály uvnitř srdce snímá současně větší počet elektrod zavedených rovněž katetrizačně. Současně je možné také do srdce elektrodou vysílat impulzy a zjišťovat reakce převodního systému (mluví se o vzestupné a programované stimulaci předsíní a komor srdečních)

## Poruchy převodního systému
Za patologických stavů může docházet k poruše tvorby vzruchů či zpomalenému nebo úplně přerušenému vedení jednotlivými částmi a jeho vedení po abnormálních drahách. Mluví se o poruchách srdečního rytmu – arytmiích.